# Mon Laferte
Norma Monserrat Bustamante Laferte (Vinya del Mar, 2 de maig de 1983), coneguda artísticament com a Mon Laferte, és una cantautora, música, compositora i activista xilena, implicada especialment en la defensa del col·lectiu LGBT, l'ecologisme, el dret a l'avortament i els drets dels animals. Toca diferents instruments i la seva carrera professional es caracteritza per la confluència de nombroses formes i gèneres musicals com la balada, el pop rock, el heavy metal (principalment arran de la seva activitat entre 2012 i 2014 en les bandes Mystica Girls i Abaddon), el bolero, el vals, la cúmbia, el reggae i l'ska.
Ha estat l'artista xilena amb més nominacions en una sola edició dels Grammy Llatins (cinc el 2017), així com la segona amb més nominacions en total (nou). Fins al maig del 2019 havia venut prop de 1.500.000 de còpies digitals entre àlbums i senzills, fet que la converteix en la cantant xilena amb major nombre de vendes de l'«era digital».
Ha col·laborat amb artistes de la reputació de Jorge Drexler, Gwen Stefani, Los Auténticos Decadentes, Natalia Lafourcade, Julieta Venegas, Juanes, Enrique Bunbury, Lila Downs i Inti-Illimani, entre d'altres.
Tanmateix, l'esdeveniment que captà l'atenció mediàtica internacional fou en el transcurs de la gala de lliurament dels Grammy Llatins celebrada al MGM Grand Garden de Las Vegas el 14 de novembre de 2019, en posar amb els pits nus davant de les càmeres de nombrosos mitjans de comunicació com a acció de denúncia contra la situació política a Xile

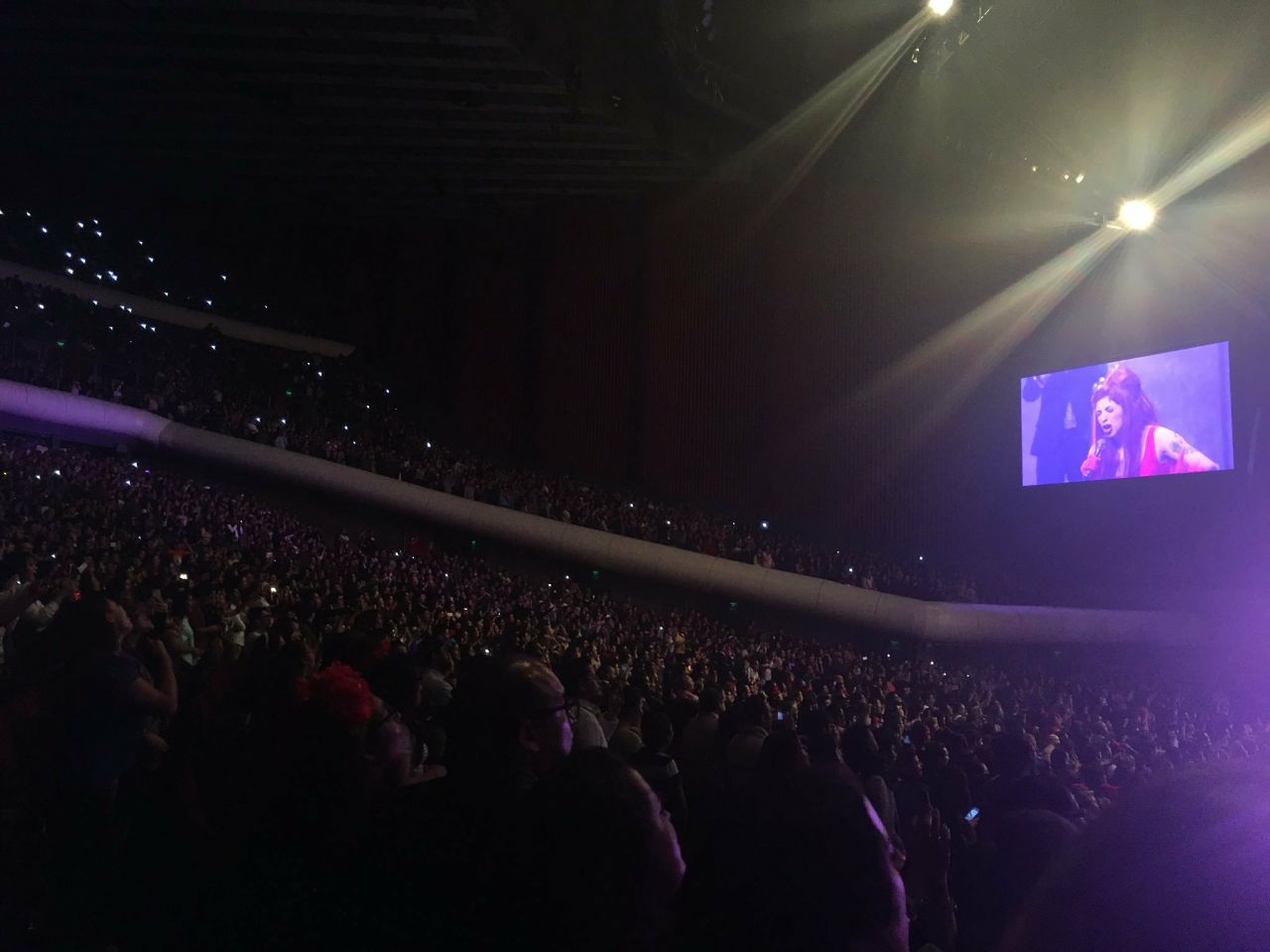
Mon Laferte presentant l'Amárrame Tour a Ciutat de Mèxic el 5 d'octubre de 2017

## Activisme

### Suport al col·lectiu LGBT
L'1 d'octubre de 2011, Laferte va participar en l'acte de clausura de la tretzena Marxa per la Diversitat Sexual —coneguda anteriorment com a Marxa de l'Orgull Gai—, convocada pel Moviment per la Diversitat Sexual i el col·lectiu Acción Gay, als quals es va unir aquell any la Fundación Iguales. La cantant va realitzar la presentació del seu segon àlbum d'estudi, Desechable, davant d'uns tres mil espectadors.

### Veganisme
El 2009 li van diagnosticar un càncer de tiroide, experiència que va plasmar en la cançó «Hospital» inclosa el 2013 al seu tercer àlbum d'estudi Tornasol. No obstant això, segons les seves pròpies paraules, no va ser això el que la va portar a fer-se vegetariana i conseqüentment defensora dels drets dels animals l'octubre del 2013:
| « | No uso res de pell ni utilitzo res d'animals, em semblava súper fals de la meva part menjar-me'ls. | » |

El 2017 va realitzar el seu pas al veganisme.

### Contra la situació política a Xile
Durant la gala de lliurament dels Grammy Llatins celebrada al MGM Grand Garden de Las Vegas el 14 de novembre de 2019, la cantant —que havia obtingut el premi al Millor Àlbum de Música Alternativa pel seu disc Norma— es va convertir en la protagonista de la nit en posar davant les càmeres de nombrosos mitjans internacionals amb els pits descoberts (topless) com a gest de protesta contra la situació política que vivia el seu país. Sobre les popes figurava escrit amb grans lletres majúscules el missatge «A XILE / TORTUREN / VIOLEN / I / MATEN». Lligat al coll portava un mocador verd, símbol de les feministes xilenes en defensa del dret a l'avortament lliure.
Instagram censura les imatges
Les controvertides fotos de Laferte posant amb les popes a l'aire es viralitzaren ràpidament. L'artista sabia que unes imatges en les quals es distingien amb claredat els mugrons no podrien ser vistes pels usuaris d'Instagram, per la qual cosa —a fi d'evitar la seva previsible supressió per part de la plataforma— va optar per editar-les prèviament de manera que s'ocultessin després de dues flors virtuals.

Així i tot, la xarxa social va decidir censurar-les atès el seu «contingut sexual explícit», la qual cosa va dur la cantant a publicar en el seu compte el següent missatge:
| « | Aquest hashtag està ocult. Es van limitar les publicacions amb el hashtag #monlaferte perquè la comunitat va reportar contingut que podria infringir les normes comunitàries d'Instagram. | » |

Nogensmenys, va declarar en diversos mitjans:
| « | La gent encara s'espanta el 2020 [sic] per veure un parell de pits en el seu hàbitat natural. | » |

| « | Però si són unes popes atapeïdes darrere d'un escot o d'una transparència amb un somriure i usades de manera sexual, està tot bé. | » |

| « | Tant me fa el que diguin de mi i els meus pits ... | » |

## Discografia

### Àlbums d'estudi
- 2003: La chica de Rojo (amb Monserrat Bustamante)
- 2011: Desechable
- 2013: Tornasol
- 2015: Mon Laferte, vol. 1
- 2017: La trenza
- 2018: Norma
- 2021: SEIS
- 2021: 1940 Carmen
- 2023: Autopoiética

### Àlbums en col·laboració
- 2010: Abaddon (amb Abaddon)
- 2012: MetalRose (amb Mystica Girls)
- 2014: Gates of Hell (amb Mystica Girls)
- 2016: We Love Disney (Latino) (a la cançó «Todos quieren ser un gato jazz» amb Esteman i Caloncho)
- 2017: El Encuentro (a la canción «Lo Nuestro») de BAMBI
- 2018: Todos Somos MAS (a la cançó «Invéntame»)

## Filmografia
- 2006: Rojo, la película
- 2013: Japy Ending
- 2016: Flesh to Play

## Premis i nominacions
Mon Laferte ha guanyat 30 premis de 62 nominacions, incloent 2 Grammy Llatins, 2 MTV Europe Music Awards, 4 MTV Millennial Awards, 1 Premi XOC, 4 Premis Telehit, 5 Premis Pulsar i 1 Copihue d'Or.